# 洛恩普拉日
洛恩普拉日（法語：Loon-Plage，法語發音：[lon plaʒ]）是法国上法蘭西大區北部省的一个市镇，属于敦刻尔克区。

## 地名
该地名“Loon-Plage”发音为[lon plaʒ]而非[loɔ̃ plaʒ]，《世界地名翻译大辞典》与《世界地名译名词典》将其误译作“洛翁普拉日”。

## 地理
洛恩普拉日（50°59'39"N, 2°13'11"E）面积35.67 平方千米，位于法国上法蘭西大區北部省，该省份为法国最北部的省份及最长的省份，西北濒北海，西接加来海峡省，南至埃纳省和索姆省，东与比利时接壤。
与洛恩普拉日接壤的市镇（或旧市镇、城区）包括：敦刻尔克、格拉沃利讷、布鲁凯尔克、克赖维克。
洛恩普拉日的时区为UTC+01:00、UTC+02:00（夏令时）。

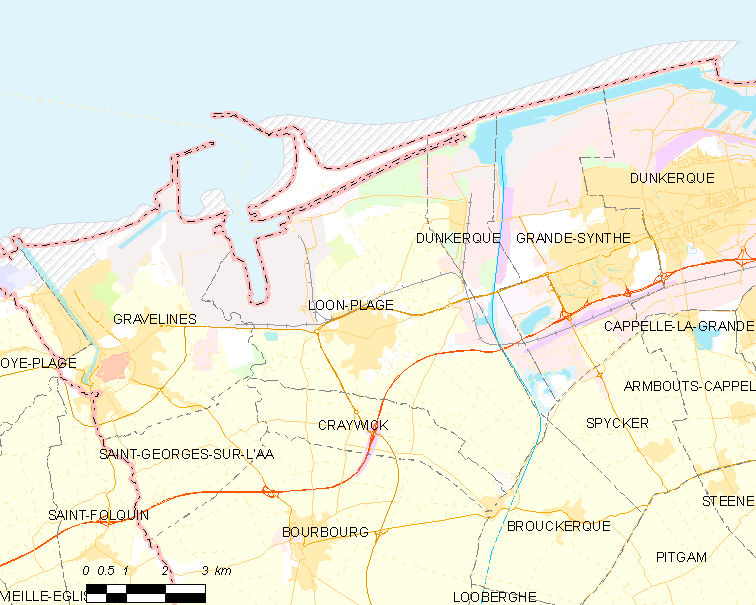
洛恩普拉日的OSM定位图

## 行政
洛恩普拉日的邮政编码为59279，INSEE市镇编码为59359。

## 政治
洛恩普拉日所属的省级选区为大桑特县。

## 人口

1962-2008年间洛恩普拉日人口变化图示

洛恩普拉日于2022年1月1日时的人口数量为5995人。